# Rhizanthella
Rhizanthella är ett släkte av orkidéer. Rhizanthella ingår i familjen orkidéer.
Kladogram enligt Catalogue of Life:
| Rhizanthella | \| \| Rhizanthella gardneri \| \| \| \| \| \| Rhizanthella omissa \| \| \| \| \| \| Rhizanthella slateri \| \| \| \| |
|              | \| \| Rhizanthella gardneri \| \| \| \| \| \| Rhizanthella omissa \| \| \| \| \| \| Rhizanthella slateri \| \| \| \| |
|              | Rhizanthella gardneri                                                                                                |
|              | |
|              | Rhizanthella omissa                                                                                                  |
|              | |
|              | Rhizanthella slateri                                                                                                 |
|              | |

## Bildgalleri

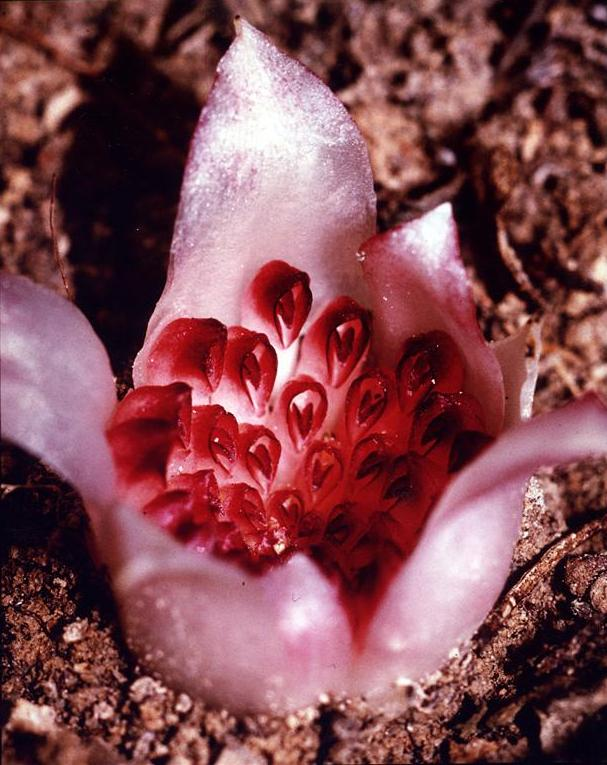
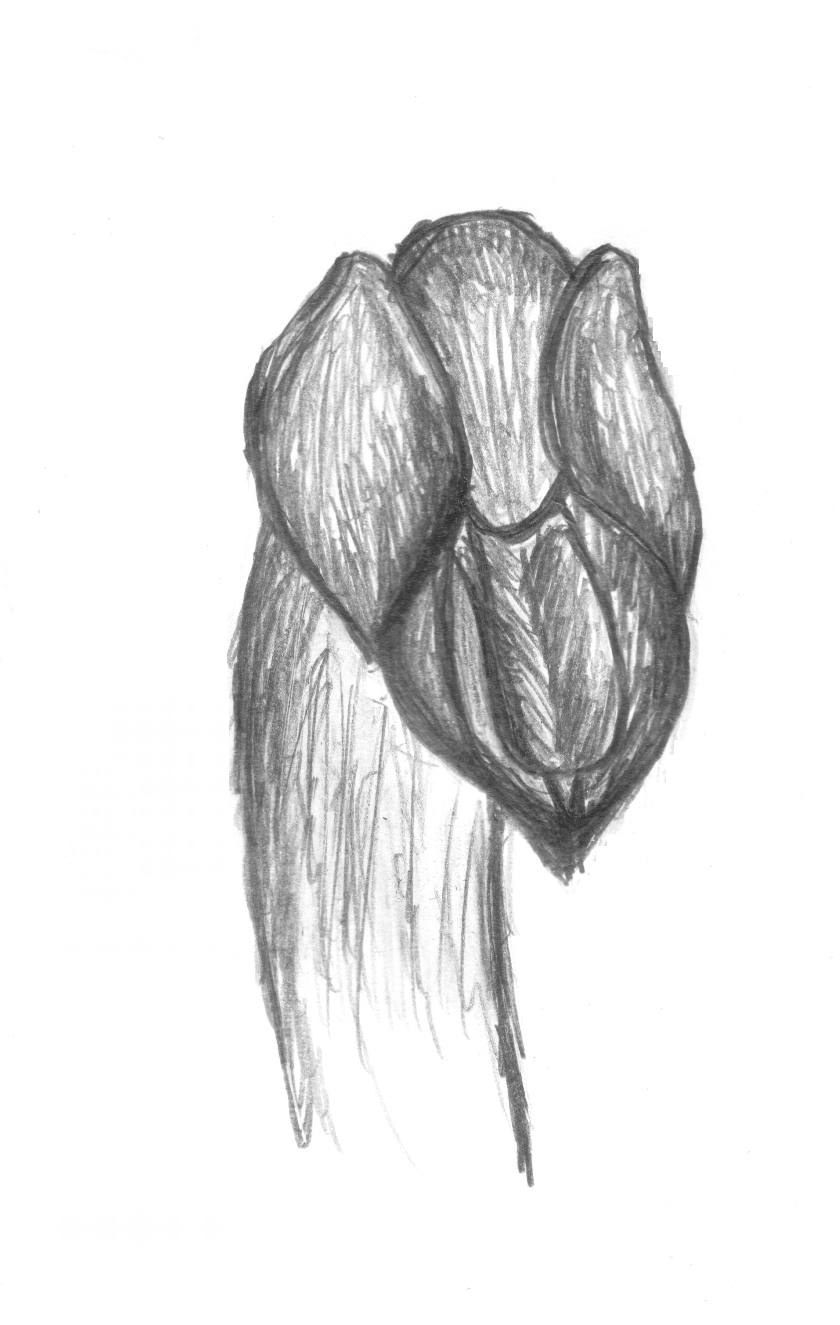